# Böllbach (Bibers)
Der Böllbach ist ein etwa zwei Kilometer langer Waldbach im Landkreis Schwäbisch Hall im nordöstlichen Baden-Württemberg, der zu Füßen des Hofes Eichelberg der Gemeinde Michelfeld von rechts und Nordosten in die obere Bibers mündet.

## Geographie

### Verlauf
Der Böllbach entsteht auf etwa 440 m ü. NHN  ungefähr 0,8 km westlich des Schwäbisch Hall-Gailenkirchener Wohnplatzes Frühlingsberg auf einer bewaldeten Hochebene zwischen den Hanggewannen Ebene im Südosten und Himmelreich im Nordwesten. 
Der Abfluss der unbeständig schüttende Quelle läuft von dort aus in einer Talrinne südwestwärts, unter den Hochflächen des Eichelbergs (bis ca. 503 m ü. NHN) rechts und der Ebene um den Michelfelder Weiler Rinnen (bis ca. 504 m ü. NHN auf dem Schelmenwasen) links, wobei er ständig im Kleinen die Richtung ändert.
Nach etwa der Hälfte des Laufes erfährt der Bach, der inzwischen beständig Wasser führt, von links Zufluss durch einen kurzen Klingenbach aus dem Mautherwald. Dort beginnt der Talgrund sich rechtsseits zu einem Wiesenstreifen zu öffnen, durch den und später an dessen Waldrand schon ein ausgebauter Wirtschaftsweg den Bach begleitet, der weiterhin kleinräumig die Richtung wechselt und nun von einer Laubbaumgalerie begleitet ist. Rund 0,4 km vor der Mündung öffnet sich auch der über einem steilen Waldstück flachere linke Hang Hundsberg, bald danach mündet der von dort oben kommende, einen halben Kilometer lange Hundsbergbach. 
Unter dem rechts auf dem unteren Sporn des Eichelbergs stehenden Michelfelder Hof Eichelberg unterquert der Böllbach noch die Gemeindestraße, die von Winterrain im Norden über Eichelberg bis nach Michelfeld im Süden verläuft und mündet gleich danach auf etwa 390 m ü. NHN von links in die eben aus dem Sailach-Stausee ausgetretene, dort südsüdostwärts fließende obere Bibers.
Der Lauf des Böllbachs endet nach 2,1 km mit mittlerem Sohlgefälle von 24 ‰ etwa 50 Höhenmeter unterhalb seines unbeständigen Ursprungs.

### Einzugsgebiet
Der Böllbach hat ein etwa 2,2 km² großes Einzugsgebiet, das im Unterraum Waldenburger Berge des Naturraums der Schwäbisch-Fränkischen Waldberge liegt. An den Ostrand grenzt unter dem Keuperstufenrand der Unterraum Kupferzeller Ebene und Kocheneck des Nachbar-Naturraums der Hohenloher und Haller Ebene an. Die größten Höhen werden an der Nordecke auf dem Eichelberg mit etwa 503 m ü. NHN und im Verlauf der südöstlichen Wasserscheide auf dem Schelmenwasen nördlich von Rinnen mit etwa 504 m ü. NHN erreicht. Im Gebiet steht weit überwiegend Wald, ausgenommen nur den schmalen Wiesenstreifen um den Bach ab dessen Mittellauf sowie die mündungsnahen Abhänge des Hundsbergs links und des Eichelberg-Abhangs unterhalb des Hofes Eichelberg, die ebenfalls von Wiesen bedeckt sind.
Der Hof Eichelberg steht auf der Wasserscheide zur oberen Bibers und rechnet zur Gemeinde Michelfeld, außer ihm gibt es keinerlei Besiedlung. Der oberste Lauf liegt in der Gailenkirchener Stadtteilgemarkung von Schwäbisch Hall, danach gehört der rechte Hang, meist ab dem unteren, gegen Ende ab dem mittleren Hang zur Kleinstadt Waldenburg im benachbarten Hohenlohekreis, während der linke zur Gemeinde Michelfeld gehört, die wie Schwäbisch Hall selbst im Landkreis Schwäbisch Hall liegt.
Reihum grenzen die Einzugsgebiete der folgenden Nachbargewässer an:
- Im Nordwesten jenseits des Eichelbergs fließt das Altenhaubächle in etwa selber Richtung weiter oben zur Bibers;
- im Osten entstehen an der Stufenkante zur Hohenloher und Haller Ebene um Gailenkirchen Bäche, die über den Schmiedbach weit abwärts der Bibers ebenfalls zum Kocher entwässern;
- im Südosten fließt jenseits der Rinnener Ebene das Rinnener Bächle wiederum südwestwärts zur Bibers, nunmehr unterhalb des Böllbachs.

### Zuflüsse und Seen
Liste der Zuflüsse von der Quelle zur Mündung. Gewässerlänge, Einzugsgebiet und Höhe nach den entsprechenden Layern auf der Onlinekarte der LUBW. Andere Quellen für die Angaben sind vermerkt.
Ursprung des Böllbachs auf etwa 440 m ü. NHN oberhalb und ca. 0,8 km westlich von Schwäbisch Hall-Gailenkirchen-Frühlingsberg an einem Sattelabschnitt des Wanderwegs Schwäbisch Hall–Waldenburg.
- (Bach aus dem Mautherswald), von links und Südosten auf etwa 411 m ü. NHN am Beginn der offenen Flur im Talgrund, ca. 0,4 km[LUBW 4] und ca. 0,5 km².[LUBW 3] Entsteht auf etwa 450 m ü. NHN im Altenhau nördlich von Michelfeld-Rinnen.
- Hundsbergbach, von links und Südosten auf etwa 396 m ü. NHN etwa 0,3 km vor der Mündung, 0,5 km und unter 0,2 km².[LUBW 3] Entsteht auf etwa 461 m ü. NHN am oberen Hundsberg nordwestlich von Rinnen.

Mündung des Böllbachs von links und zuletzt Osten auf 390 m ü. NHN weniger als 0,3 km südwestlich des Michelfelder Einzelhofes Eichelberg am rechten Hang. Der Bach ist 2,1 km lang und hat ein ca. 2,2 km² großes Einzugsgebiet.

## Geologie
Der Böllbach ist ein Gewässer des Keuperberglandes, das Einzugsgebiet liegt zur Gänze im Mittelkeuper. Die höchste auftretende Schicht ist der Kieselsandstein (Hassberge-Formation), der die flachen Hochebenen des Eichelbergs und der Rinnener Ebene bedeckt. Unter den darunter am steileren Oberhang folgenden Unteren Bunten Mergeln (Steigerwald-Formation) folgt an den mittleren Hängen beidseits ein recht breiter Streifen von Schilfsandstein (Stuttgart-Formation), der im trockenen Obertal in der gesamten Mulde ansteht. Der Böllbach entsteht im Grenzbereich des Schilfsandstein zum darunter folgenden Gipskeuper (Grabfeld-Formation), in dessen Schichthöhe der Bach später auch mündet.
Auf der engen Talsohle liegt fast auf dem ganzen wasserführenden Abschnitt eingeschwemmtes, teilweise auch abgestürztes Material. An der Talmündung zur breiten Aue der Bibers wechselt der Bach in den diese begleitenden Auenlehmstreifen.

## Natur und Schutzgebiete
Nach seinem Austritt aus dem Talwald begleiten rechtsseits einige Nasswiesen den Lauf des Böllbachs. An seinem Ufer steht am Unterlauf eine Galerie aus Schwarzerlen und auch Bruchweiden. Die Bachsohle ist kurz nach dem Waldaustritt wenig eingeschnitten und recht schmal, später wird sie bis zu einem Meter breit, mit sandigem und kiesigem Sediment, teils mit Blöcken überlagert. Das gesamte Bett ist bis zu drei Metern breit und bis zu anderthalb Meter tief in die Talmitte eingegraben. Kurz vor dem Zufluss des Hundsbergbachs bis zu diesem verbreitert sich die Baumgalerie links am Ufer zu einem kleinen, von einigen zuzeiten wasserführenden Flutrinnen durchzogenen Auenwäldchen. Abschnittsweise steht auch Schilfröhricht am Ufer.
Zwei Landschaftsschutzgebiete haben Anteil am Einzugsgebiet. Am Oberlauf auf Gailenkirchener Gemarkung gehört die gesamte linke Seite des Tales zum Landschaftsschutzgebiet Ostabfall der Waldenburger Berge mit Streiflesberg, Streifleswald und angrenzenden Gebietsteilen. Weiter abwärts schließt daran das Landschaftsschutzgebiet Oberes Biberstal einschließlich Randgebieten an, das die Talsohle und mündungsnah auch die höheren offenen Landschaftsteile auf Michelfelder Gebiet umfasst.
Ein Teil des Waldgewanns Elsenhau nahe dem Schelmenwasen an der oberen Hangkante des Zulaufes aus dem Mautherwald war früher Teil des Haller Landheeg und ist als Naturdenkmal geschützt, desgleichen ein halbkilometerlanger Abschnitt von Bach und Uferbereich unmittelbar vor der Straße Winterrain–Michelfeld. Das gesamte Gebiet liegt im Naturpark Schwäbisch-Fränkischer Wald.

### LUBW
Amtliche Online-Gewässerkarte mit passendem Ausschnitt und den hier benutzten Layern: Lauf und Einzugsgebiet des Böllbachs

Allgemeiner Einstieg ohne Voreinstellungen und Layer: Daten- und Kartendienst der Landesanstalt für Umwelt Baden-Württemberg (LUBW) (Hinweise)
1. 1 2 3 4 5 6 7  Höhe nach dem Höhenlinienbild auf dem Hintergrundlayer Topographische Karte.
2. 1 2  Länge nach dem Layer Gewässernetz (AWGN).
3. 1 2 3 4  Einzugsgebiet abgemessen auf dem Hintergrundlayer Topographische Karte.
4. ↑  Länge abgemessen auf dem Hintergrundlayer Topographische Karte.
5. ↑  Schutzgebiete nach den einschlägigen Layern, Natur teilweise nach dem Layer Biotop.

### Andere Belege
1. ↑  Wolf-Dieter Sick: Geographische Landesaufnahme: Die naturräumlichen Einheiten auf Blatt 162 Rothenburg o. d. Tauber. Bundesanstalt für Landeskunde, Bad Godesberg 1962. → Online-Karte (PDF; 4,7 MB)
2. ↑  Geologie nach den Layern zu Geologische Karte 1:50.000 auf: Mapserver des Landesamtes für Geologie, Rohstoffe und Bergbau (LGRB) (Hinweise). Ein ähnliches Bild bietet die unter → Literatur aufgeführte geologische Karte.